# Xian de Siyang
Le xian de Siyang (泗阳县 ; pinyin : Sìyáng Xiàn) est un district administratif de la province du Jiangsu en Chine. Il est placé sous la juridiction de la ville-préfecture de Suqian.

## Démographie
La population du district était de 1 144 358 habitants en 1999.